# Traquet de Heuglin
Oenanthe heuglini
Espèce
Statut de conservation UICN

 LC  : Préoccupation mineure
Le Traquet de Heuglin (Oenanthe heuglini) est une espèce d'oiseaux de la famille des Muscicapidae.
Son aire s'étend à travers la moitié nord de l'Afrique subsaharienne.